# Toulouse FC
Toulouse Football Club este un club de fotbal francez din Toulouse, Franța, care evoluează în Ligue 1. Clubul a fost fondat în 1970 și joacă în prezent în Ligue 1. Toulouse joacă meciurile de acasă pe Stadium de Toulouse situat în interiorul orașului. Pitchonii au câștigat Ligue 2 în trei ocazii. Toulouse a participat la competițiile europene de cinci ori, inclusiv în 2007, când s-a calificat pentru Liga Campionilor pentru prima dată. Toulouse este prezidat de omul de afaceri francez Olivier Sadran, care a preluat clubul în urma falimentului său din 2001, ceea ce a determinat retrogradarea în Championnat National. Clubul a servit ca rampă de lansare pentru câțiva jucători, în special portarul câștigător al Campionatului Mondial, Fabien Barthez și atacantul internațional André-Pierre Gignac.

Fostul logo folosit între 2010 și 2018.

## Palmares
- Ligue 2 (3): 1953, 1982, 2003

- Coupe de France (2): 1957, 2023

## Foști antrenori
| - José Farias (1970–72) - Richard Boucher (1972) - Pierre Dorsini (1972–73) - Richard Boucher (1973–74) - Paul Orsatti (1974–septembrie 74) - Richard Boucher (septembrie 1974–iulie 75) - Jacques Sucré (iulie 1975–septembrie 75) - Emile Daniel (septembrie 1975–76) - Richard Boucher (1976–77) - Angel Marcos (1977–78) - Just Fontaine (1978–79) - Pierre Cahuzac (1979–83) - Daniel Jeandupeux (1983–85) | - Jacques Santini (1985–89) - Pierre Mosca (1989–91) - Victor Zvunka (1991–septembrie 92) - Serge Delmas (septembrie 1992–93) - Jean-Luc Ruty (1993–94) - Rolland Courbis (1994–95) - Alain Giresse (1995–98) - Guy Lacombe (1998–99) - Alain Giresse (1999–00) - Robert Nouzaret (2000–01) - Erick Mombaerts (2001–06) - Elie Baup (2006–08) - Alain Casanova (2008–) |